# Vinnie Hinostroza
Vincent Enrique "Vinnie" Hinostroza, född 3 april 1994, är en amerikansk professionell ishockeyforward som är kontrakterad till Buffalo Sabres i NHL och spelar för Rochester Americans i AHL.
Han har tidigare spelat för Chicago Blackhawks, Arizona Coyotes och Florida Panthers i NHL; Rockford Icehogs i AHL; Notre Dame Fighting Irish i NCAA samt Waterloo Black Hawks i USHL.
Hinostroza draftades av Chicago Blackhawks i sjätte rundan i 2012 års draft som 169:e spelare totalt.
Den 12 juli 2018 tradades han till Arizona Coyotes tillsammans med Marian Hossa, Jordan Oesterle och ett draftval i tredje rundan 2019, i utbyte mot Marcus Krüger, MacKenzie Entwistle, Jordan Maletta, Andrew Campbell och ett draftval i femte rundan 2019.

## Statistik
| 2007–2008   | Chicago Mission U13       | T1EHL       | 29  | 16 | 12 | 28  | 46  | — | — | — | — | — |
| 2008–2009   | Bartlett Hawks            |             | 16  | 8  | 10 | 18  | 8   | — | — | — | — | — |
|             | Chicago Mission U14       | T1EHL       | 31  | 3  | 17 | 20  | 52  | — | — | — | — | — |
| 2009–2010   | Chicago Mission U16       | T1EHL       | 34  | 13 | 21 | 34  | 38  | — | — | — | — | — |
| 2010–2011   | Waterloo Black Hawks      | USHL        | 50  | 8  | 14 | 22  | 36  | — | — | — | — | — |
| 2011–2012   | Waterloo Black Hawks      | USHL        | 55  | 20 | 24 | 44  | 56  | 1 | 0 | 0 | 0 | 0 |
| 2012–2013   | Waterloo Black Hawks      | USHL        | 46  | 25 | 35 | 60  | 14  | 5 | 4 | 3 | 7 | 8 |
| 2013–2014   | Notre Dame Fighting Irish | NCAA        | 34  | 8  | 24 | 32  | 4   | — | — | — | — | — |
| 2014–2015   | Notre Dame Fighting Irish | NCAA        | 42  | 11 | 33 | 44  | 48  | — | — | — | — | — |
|             | Rockford Icehogs          | AHL         | 5   | 0  | 2  | 2   | 0   | — | — | — | — | — |
| 2015–2016   | Chicago Blackhawks        | NHL         | 7   | 0  | 0  | 0   | 6   | — | — | — | — | — |
|             | Rockford Icehogs          | AHL         | 66  | 18 | 33 | 51  | 24  | 3 | 0 | 0 | 0 | 2 |
| 2016–2017   | Chicago Blackhawks        | NHL         | 49  | 6  | 8  | 14  | 17  | 1 | 0 | 0 | 0 | 0 |
|             | Rockford Icehogs          | AHL         | 15  | 3  | 4  | 7   | 4   | — | — | — | — | — |
| 2017–2018   | Chicago Blackhawks        | NHL         | 50  | 7  | 18 | 25  | 10  | — | — | — | — | — |
|             | Rockford Icehogs          | AHL         | 23  | 9  | 13 | 22  | 8   | — | — | — | — | — |
| 2018–2019   | Arizona Coyotes           | NHL         | 72  | 16 | 23 | 39  | 14  | — | — | — | — | — |
| 2019–2020   | Arizona Coyotes           | NHL         | 68  | 5  | 17 | 22  | 14  | 7 | 0 | 2 | 2 | 2 |
| 2020–2021   | Florida Panthers          | NHL         | 9   | 0  | 0  | 0   | 0   | — | — | — | — | — |
|             | Chicago Blackhawks        | NHL         | 17  | 4  | 8  | 12  | 8   | — | — | — | — | — |
| 2021–2022   | Buffalo Sabres            | NHL         | 62  | 13 | 12 | 25  | 24  | — | — | — | — | — |
| 2022–2023   | Buffalo Sabres            | NHL         | 26  | 2  | 9  | 11  | 6   | — | — | — | — | — |
|             | Rochester Americans       | AHL         | 11  | 5  | 4  | 9   | 6   | — | — | — | — | — |
| NHL totalt  | NHL totalt                | NHL totalt  | 360 | 53 | 95 | 148 | 99  | 8 | 0 | 2 | 2 | 2 |
| AHL totalt  | AHL totalt                | AHL totalt  | 120 | 35 | 56 | 91  | 42  | 3 | 0 | 0 | 0 | 2 |
| NCAA totalt | NCAA totalt               | NCAA totalt | 76  | 19 | 57 | 76  | 52  | — | — | — | — | — |
| USHL totalt | USHL totalt               | USHL totalt | 151 | 53 | 73 | 126 | 106 | 6 | 4 | 3 | 7 | 8 |

### Internationellt
| Källa: Uppdaterad: 2023-01-31 | Källa: Uppdaterad: 2023-01-31 | Källa: Uppdaterad: 2023-01-31 |         | Utv = Utvisningsminuter | Utv = Utvisningsminuter | Utv = Utvisningsminuter | Utv = Utvisningsminuter | Utv = Utvisningsminuter |
| År                            | Lag                           | Mästerskap                    | Matcher | Mål                     | Assists                 | Poäng                   | Utv                     |                         |
| ----------------------------- | ----------------------------- | ----------------------------- | ------- | ----------------------- | ----------------------- | ----------------------- | ----------------------- | ----------------------- |
| 2011                          | USA                           | Ivan Hlinka                   | 4       | 2                       | 2                       | 4                       | 2                       |                         |
| 2014                          | USA                           | JVM                           | 5       | 3                       | 2                       | 5                       | 0                       |                         |
| 2016                          | USA                           | VM                            | 9       | 1                       | 2                       | 3                       | 10                      |                         |
| Junior totalt                 | Junior totalt                 | Junior totalt                 | 9       | 5                       | 4                       | 9                       | 2                       |                         |
| Senior totalt                 | Senior totalt                 | Senior totalt                 | 9       | 1                       | 2                       | 3                       | 10                      |                         |